# Elezioni parlamentari in Abcasia del 2017
Le elezioni parlamentari in Abcasia del 2017 si sono tenute in primavera. Il primo turno si è tenuto il 12 marzo ed il ballottaggio il 26 marzo. Una rivotazione si è tenuta in un collegio elettorale il 14 maggio. Gli elettori hanno eletto la VI convocazione dell'Assemblea Popolare.

## Primo turno
Dodici candidati sono stati eletti nel primo turno delle elezioni, 22 collegi elettorali sono andati al secondo turno. Il primo turno è stato replicato in un collegio elettorale (17, Gudauta 1).
| Collegio elettorale                                                 | Candidato vincitore | Voti  | %     | Voti totali | Voti registrati | Affluenza |
| ------------------------------------------------------------------- | ------------------- | ----- | ----- | ----------- | --------------- | --------- |
| 2                                                                   | Almas Japua         | 1.095 | 56,27 | 1.946       | 5.606           | 34,71     |
| 10                                                                  | Yury Khagush        | 1.745 | 60,55 | 2.882       | 5.321           | 54,16     |
| 11                                                                  | Astamur Arshba      | 1.391 | 59,44 | 2.340       | 4.803           | 48,72     |
| 14                                                                  | Dmitry Dbar         | 1.043 | 53,51 | 1.949       | 3.288           | 59,28     |
| 15                                                                  | Dmitry Ardzinba     | 1.343 | 52,69 | 2.549       | 3.735           | 68,25     |
| 16                                                                  | Mikhail Sangulia    | 1.094 | 65,71 | 1.665       | 3.814           | 43,65     |
| 18                                                                  | Aleksandr Ankvab    | 1.028 | 52,26 | 1.967       | 3.573           | 55,05     |
| 22                                                                  | Levon Galustyan     | 1.012 | 62,32 | 1.624       | 3.393           | 47,86     |
| 24                                                                  | Ashot Minosyan      | 1.281 | 60,28 | 2.125       | 3.496           | 60,78     |
| 25                                                                  | Said Kharazia       | 1.277 | 52,08 | 2.452       | 5.099           | 48,09     |
| 29                                                                  | Astamur Tarba       | 1.075 | 56,28 | 1.910       | 2.623           | 72,82     |
| 30                                                                  | Batal Tabagua       | 927   | 53,49 | 1.733       | 2.581           | 67,14     |
| Fonte: Apsnypress Archiviato il 3 ottobre 2017 in Internet Archive. |                     |       |       |             |                 |           |

## Secondo turno
22 seggi sono stati contesi nel secondo turno.
| Collegio elettorale | Candidato vincitore |
| ------------------- | ------------------- |
| 1                   | Givi Kvarchia       |
| 3                   | Valery Agrba        |
| 4                   | Batal Ayba          |
| 5                   | Lasha Ashuba        |
| 6                   | Raul Lolua          |
| 7                   | Alkhas Jinjolia     |
| 8                   | Akhra Abukhba       |
| 9                   | Beslan Smyr         |
| 12                  | Aleksandr Tsishba   |
| 13                  | Levon Dashan        |
| 19                  | Dmitry Gunba        |
| 20                  | Natali Smyr         |
| 21                  | Almaskhan Ardzinba  |
| 23                  | Valery Kvarchia     |
| 26                  | Ilya Gunia          |
| 27                  | Venori Bebia        |
| 28                  | Astamur Logua       |
| 31                  | Aslan Bzhania       |
| 32                  | Inal Tarba          |
| 33                  | Tayfun Ardzinba     |
| 34                  | Omar Jinjolia       |
| 35                  | Kakha Pertaia       |

Una rivotazione si è tenuta nel collegio elettorale 17 del Distretto di Gudauta, il 14 maggio.
| Collegio elettorale | Candidato vincitore |
| ------------------- | ------------------- |
| 17                  | Leonid Chamagua     |